# Гора (Нюксенський район)
Гора́ (рос. Гора) — присілок у складі Нюксенського району Вологодської області, Росія. Входить до складу Нюксенського сільського поселення.

## Населення
Населення — 11 осіб (2010; 25 у 2002).
Національний склад (станом на 2002 рік):
- росіяни — 96 %